# Astrajánidas
Los Astrajánidas, Ashtarjánidas, Djánidas o Toqaytimúridas fueron una dinastía gengisida turcomongola, originaria de Astracán, que reinó en Bujará entre 1599 y 1785.

## Historia
En 1594 el Imperio ruso se anexó Astracán. Yar Muhammad, un príncipe de la dinastía chinggísida de Astracán, se refugió junto con su hijo Djan en Bujará, bajo la protección del kan shaybánida Iskandar. Este dio en matrimonio a su hija al kan. Con la muerte del último descendiente masculino del linaje sahybánida, 'Abd al-Mu'min, en 1599, el trono de Bujará pasó a manos del astrajánida Baqi Muhammad, hijo de Djan y de la heredera de los shaybánidas.
La dinastía astrajánida reinó en Transoxiana entre 1599 y 1785, con capital en Bujará. También mantuvo el control sobre Ferganá hasta alrededor de 1700, cuando se fundó un kanato independiente en Kokand, y sobre Balj, que fue un feudo de los herederos astrajánidas hasta la conquista de la ciudad por Nadir-shah, rey de Persia, en julio de 1740. El 22 de septiembre de 1740 Nadir-shah, cuya artillería le daba gran ventaja sobre los uzbekos, apareció con sus tropas frente a Bujara. El kan astrajánida Abu'l Faiz se vio obligado a aceptar la soberanía persa y reconocer el Amu Daria como límite sur del kanato.
A comienzos del siglo XVI, varios clanes mongoles se habían viculado con Muhammad Shaybani en su intento de recuperar para una dinastía chinggísida el control del Asia Central. Entre esos destacaba el clan Mangit (o Nogai). Este clan adquirió una creciente influencia en la Bujará astrajánida, y para la segunda mitad del siglo XVIII sus líderes ocupaban el puesto de mayordomos de palacio. Durante el reinado del último astrajánida, Abu'l Ghazi, el jefe mangit Ma'sun Shah Murad que se había casado con una hija del kan, se convirtió de hecho en soberano, ascendiendo luego al trono en 1785. Los mangit habrían de reinar en Bujará hasta el advenimiento del poder soviético en 1920, si bien como protectorado ruso desde 1866.